# Dikraneura variata
Dikraneura variata är en insektsart som beskrevs av Hardy 1850. Dikraneura variata ingår i släktet Dikraneura och familjen dvärgstritar. Enligt den finländska rödlistan är arten sårbar i Finland. Arten är reproducerande i Sverige. Artens livsmiljö är åsmoskogar. Inga underarter finns listade i Catalogue of Life.